# Tilloforma mirogastra
Tilloforma mirogastra là một loài bọ cánh cứng trong họ Cerambycidae.